# Вибухи посольств США в Африці

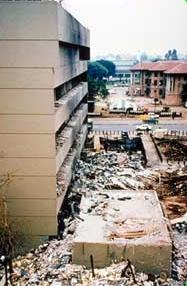
Наслідки вибуху в Найробі

Вибухи посольств США в Африці — серія терактів, що відбулися 7 серпня 1998 року в Найробі (столиця Кенії) і Дар-ес-Саламі (столиці Танзанії до 1996 року), об'єктами яких стали посольства США в цих країнах.

## Вибухи
Бомба в Найробі була доставлена у вантажівці до заднього входу посольства, підірвалася о 10:35 за місцевим часом. Бомба в посольстві США в Дар-ес-Саламі вибухнула близько 10:40 ранку за місцевим часом.

## Наслідки
В Найробі загинули 224 людини, включаючи 12 американців, близько 4650 були поранені. В Дар-ес-Саламі загинули 10 осіб, які працювали в посольстві.

## Організатори
Організаторами вибухів були 21 член Аль-Каїди.
| Фото | Ім'я                       |                                                                               |
| ---- | -------------------------- | ----------------------------------------------------------------------------- |
|      | Абдулла Ахмед Абдулла      |                                                                               |
|      | Абу Анас аль Лібі          | захоплений 5 жовтня 2013 в Триполі, Лівія                                     |
|      | Айман аль-Завахірі         |                                                                               |
|      | Ваді Ель Хадж              |                                                                               |
|      | Ібрагім Еіда               |                                                                               |
|      | Мамдух Махмуд Салім        |                                                                               |
|      | Мухаммед Атеф              |                                                                               |
|      | Мухсин Муса Матваллі Атвах |                                                                               |
|      | Саїф аль Адель             |                                                                               |
|      | Усама бен Ладен            | вбитий 2 травня 2011 в приватному житловому комплексі в Абботтабаді, Пакистан |
|      | Халід Аль Фавваз           |                                                                               |